# 东街街道 (安顺市)
东街街道，是中华人民共和国贵州省安顺市西秀区下辖的一个乡镇级行政单位。

## 行政区划
东街街道下辖以下地区：
东街社区、民主社区、朝阳社区和虹湖社区。